# Černá
Černá (in tedesco Cerna) è un comune ceco situato nel distretto di Žďár nad Sázavou, nella regione di Vysočina.